# Stimmerbo och Torrbo bergsmansbyar

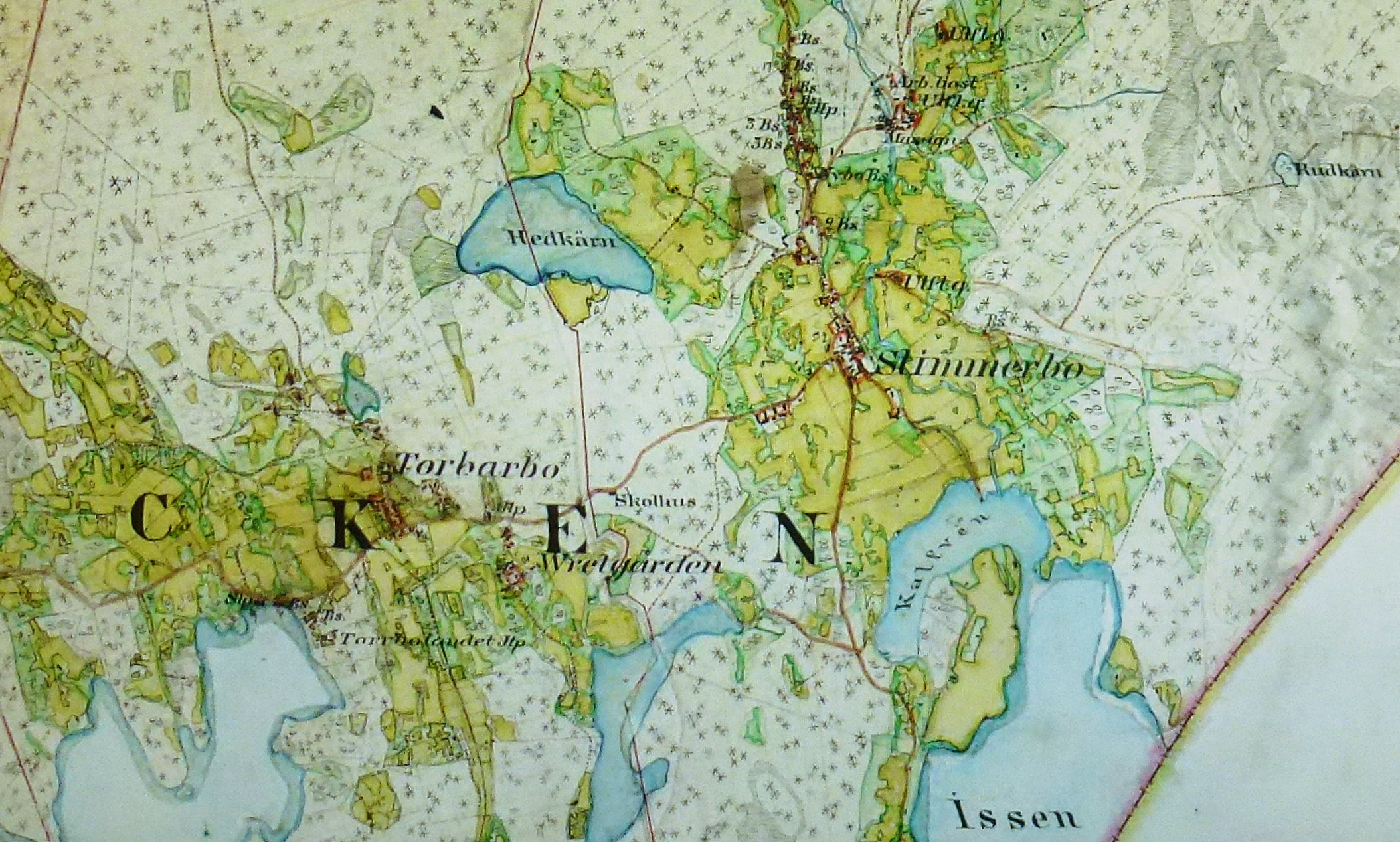
Karta över Stimmerbo och Torrbo på Häradsekonomiska kartan, 1866-73.

Stimmerbo och Torrbo är två bergsmansbyar  belägna vid norra sidan om sjön Norra Barken i Smedjebackens kommun. Stimmerbo och Torrbo ingår som besöksmål i Ekomuseum Bergslagen eftersom de utgör ett bra exempel på två byar präglade av bergsmanskulturen i Västerbergslagen. 

## Stimmerbo
Stimmerbos hytta är belagd sedan 1500-talet och ortsnamnet Stÿnberbodha nämns första gången år 1539. Byn är utformad som en radby där byggnaderna ligger längs med en bygata. På 1600-talet fanns här fyra gårdar och på 1860-talet etablerade sig en liten järnindustri på platsen med femton bergsmän, arrendatorer, torpare och hantverkare. Masugnen låg vid vattenfallen norr om byn, den blåstes ned år 1873 och byggdes om till kalkugn på 1920-talet. Övriga produktionsbyggnader är rivna. Kvar finns bland annat byns bostadsbebyggelse, mangårdar, loftbodar, kvarn, vagnbodar och brygghus. Byns bebyggelse präglas av fasader i falu rödfärg samt hus uppmurade av slaggsten och tak täckta med hjärttegel.

### Bilder

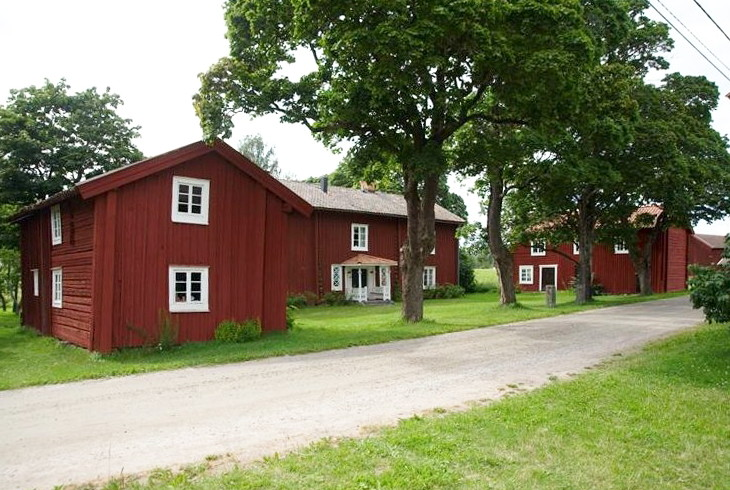
Bebyggelsen längs bygatan i Stimmerbo.
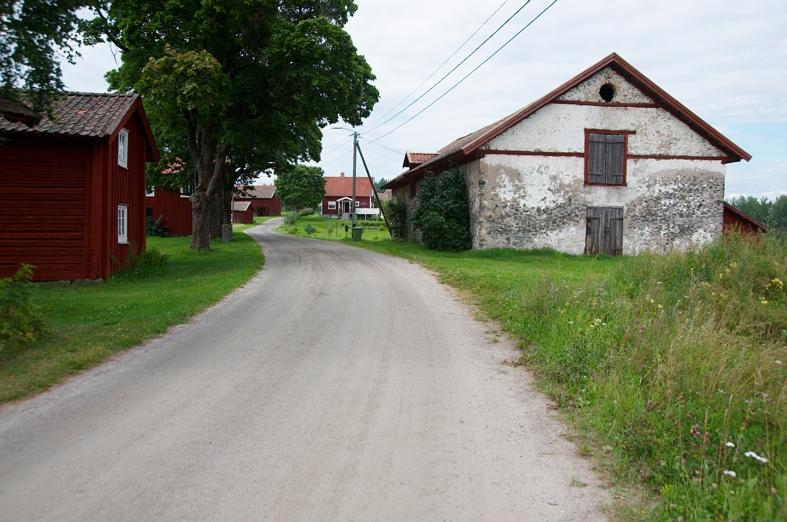
Bebyggelsen längs bygatan i Stimmerbo.
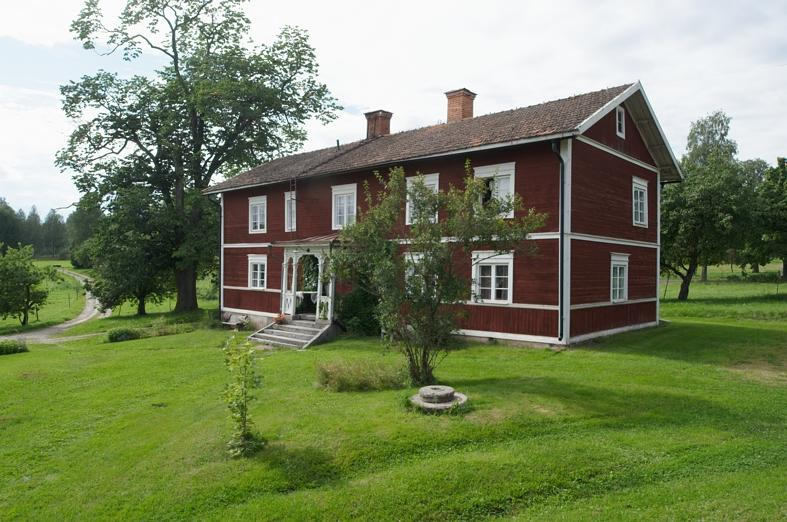
En av Stimmerbos mangårdsbyggnader.
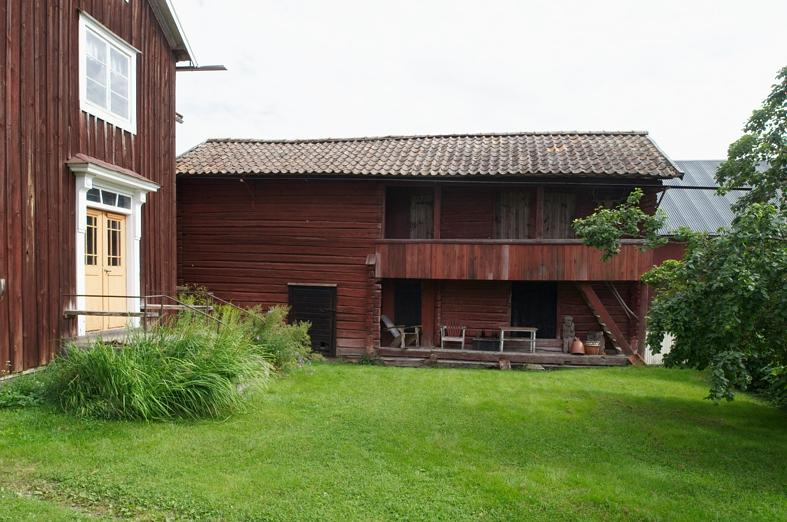
En av Stimmerbos loftbodar.

## Torrbo
Torrbo omnämns 1459 som Torbiörnaboda (Torbjörns bodar). Byn ligger som en radby cirka 1.5 kilometer sydvästlig om Stimmerbo. Även här fanns hyttverksamhet som dock lades ner 1726 på grund av vattenbrist och Torrbos bergsmän köpte in sig i  Stimmerbos hytta. Båda byarna hade mycket gemensamt. Man delade hytta, såg, kvarn, mejeri, spruthus och post. I samband med storskiftet 1826 bibehölls det ålderdomliga mönstret med hemägorna utgående från varje gård och vinkelrätt mot bygatan. 
Kring sekelskiftet 1900 uppfördes i Stimmerbo ett antal byggnader för gemensamt bruk med Torrbo exempelvis  skola, missionshus, ålderdomshem och Folkets hus. Handelsboden däremot låg i Torrbo. I utkanten av Torrbo föddes poeten, författaren och dramatikern Werner Aspenström år 1918.

### Bilder

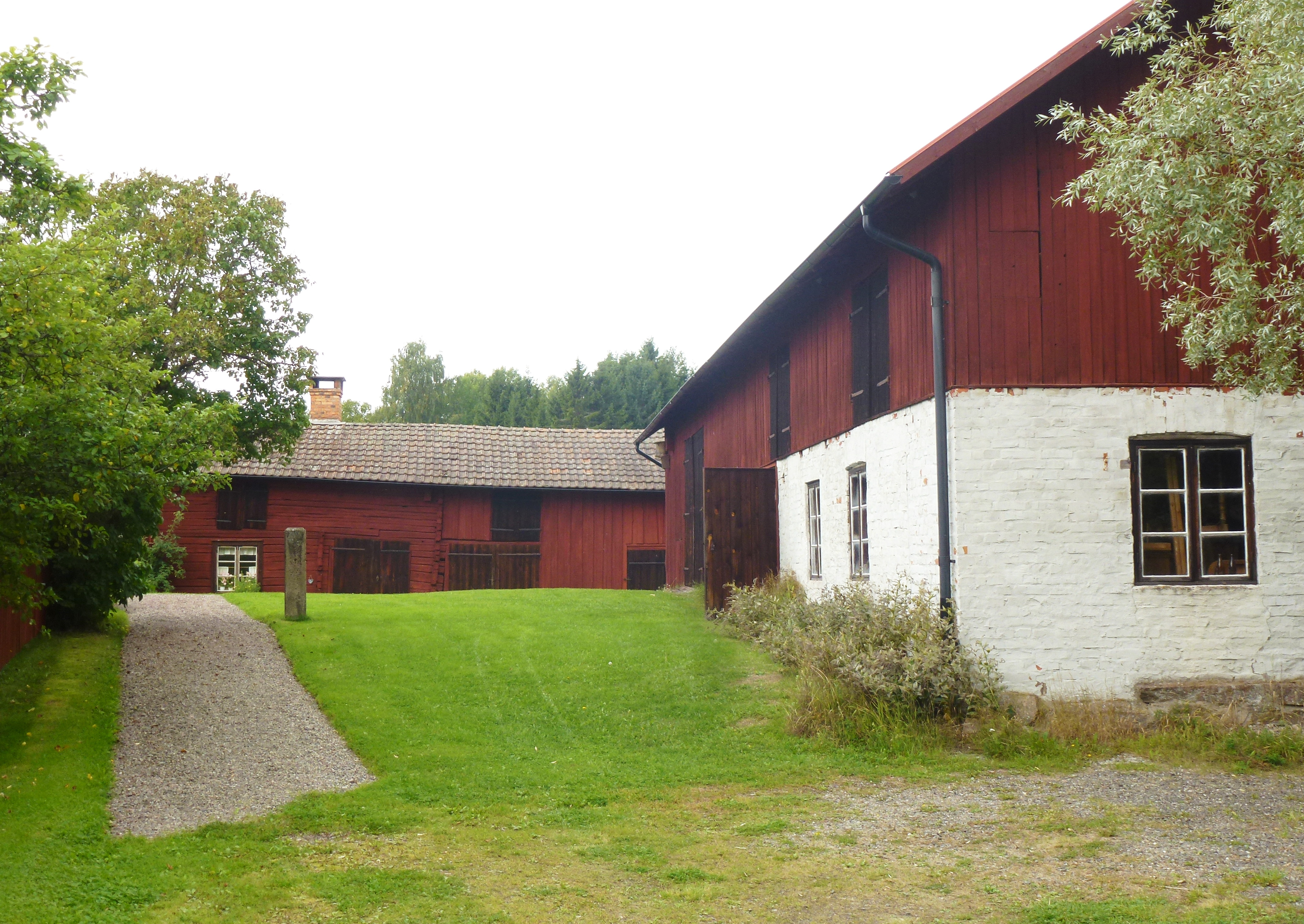
Bebyggelsen längs Torrbo Bygata
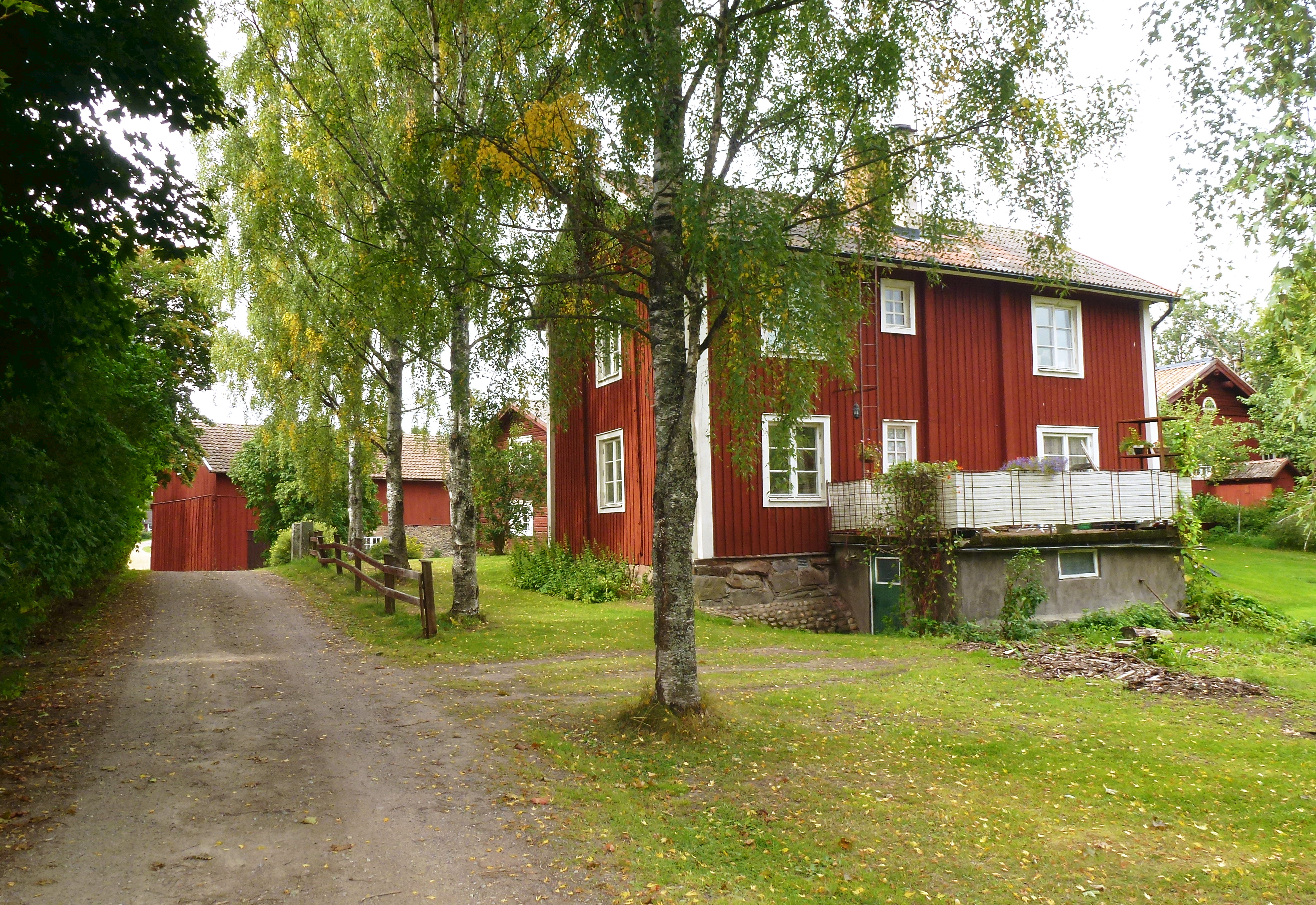
Bebyggelsen längs Mejerivägen
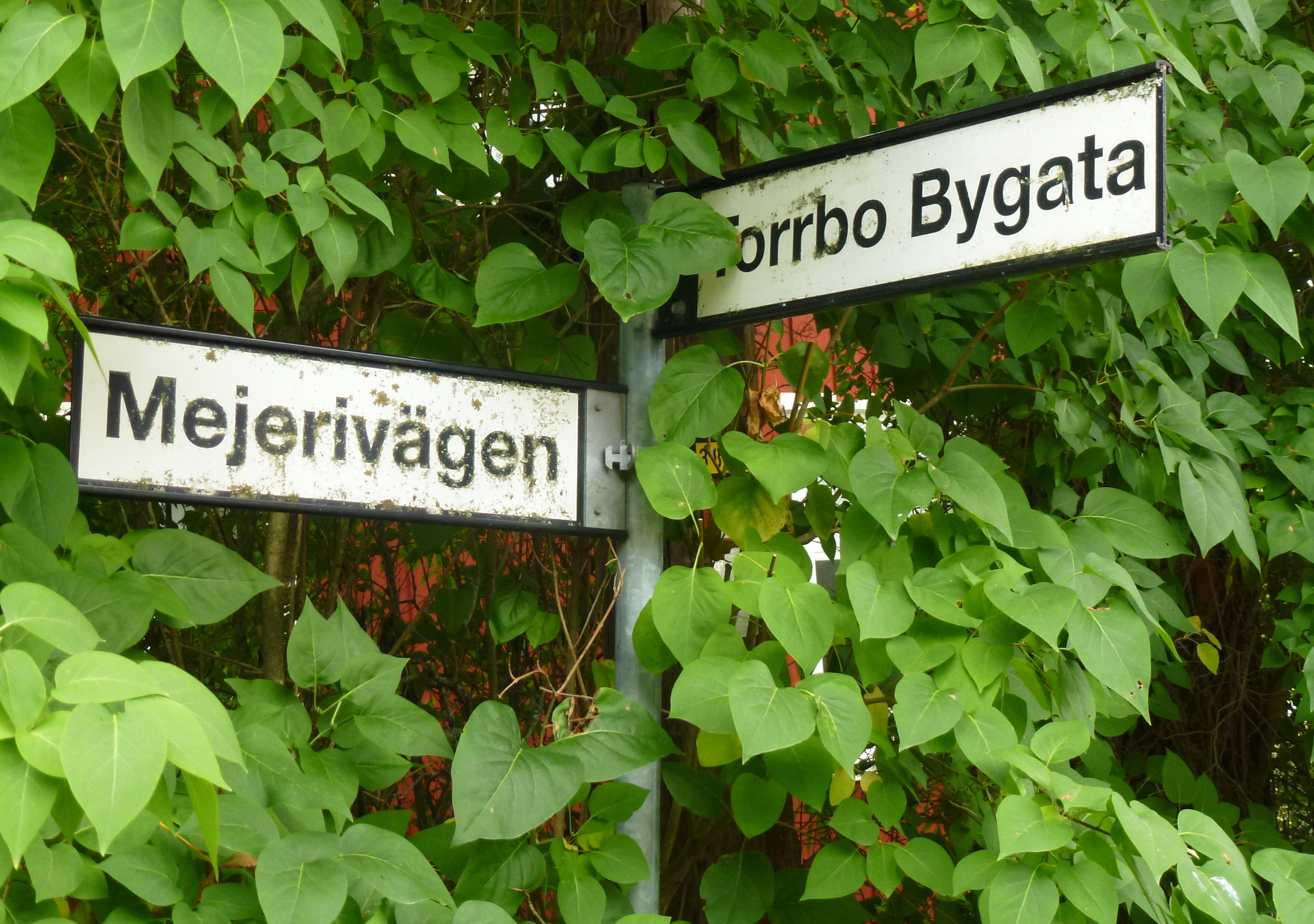
Mejerivägen / Torrbo Bygata